# Nesocerus chelatus
Nesocerus chelatus är en insektsart som beskrevs av Freytag och Knight 1966. Nesocerus chelatus ingår i släktet Nesocerus och familjen dvärgstritar. Inga underarter finns listade i Catalogue of Life.